# Ipomoea quamoclit
Espèce
Ipomoea quamoclit est une espèce de plantes dicotylédones de la famille des Convolvulaceae, originaire d'Amérique du Nord et d'Amérique centrale, du Mexique au Panama.
C'est une plante herbacée vivace, grimpante grâce à ses tiges volubiles, aux feuilles profondément découpées et aux fleurs rouges, roses ou blanches, qui est largement cultivée comme plante ornementale. Elle a été introduite dans la plupart des régions tropicales et s'est parfois naturalisée. Cette espèce est considérée comme adventice (mauvaise herbe des cultures), parfois envahissante dans certaines régions.

## Appellations
Ipomoea quamoclit peut être appelée : Ipomée quamoclit, Liseron a feuilles laciniées ou Quamoclit cardinal ou encore Cheveux de Vénus (aux Antilles françaises) ou Liane de paradis, Amourette, Peigne de Vénus (à La Réunion).

## Description

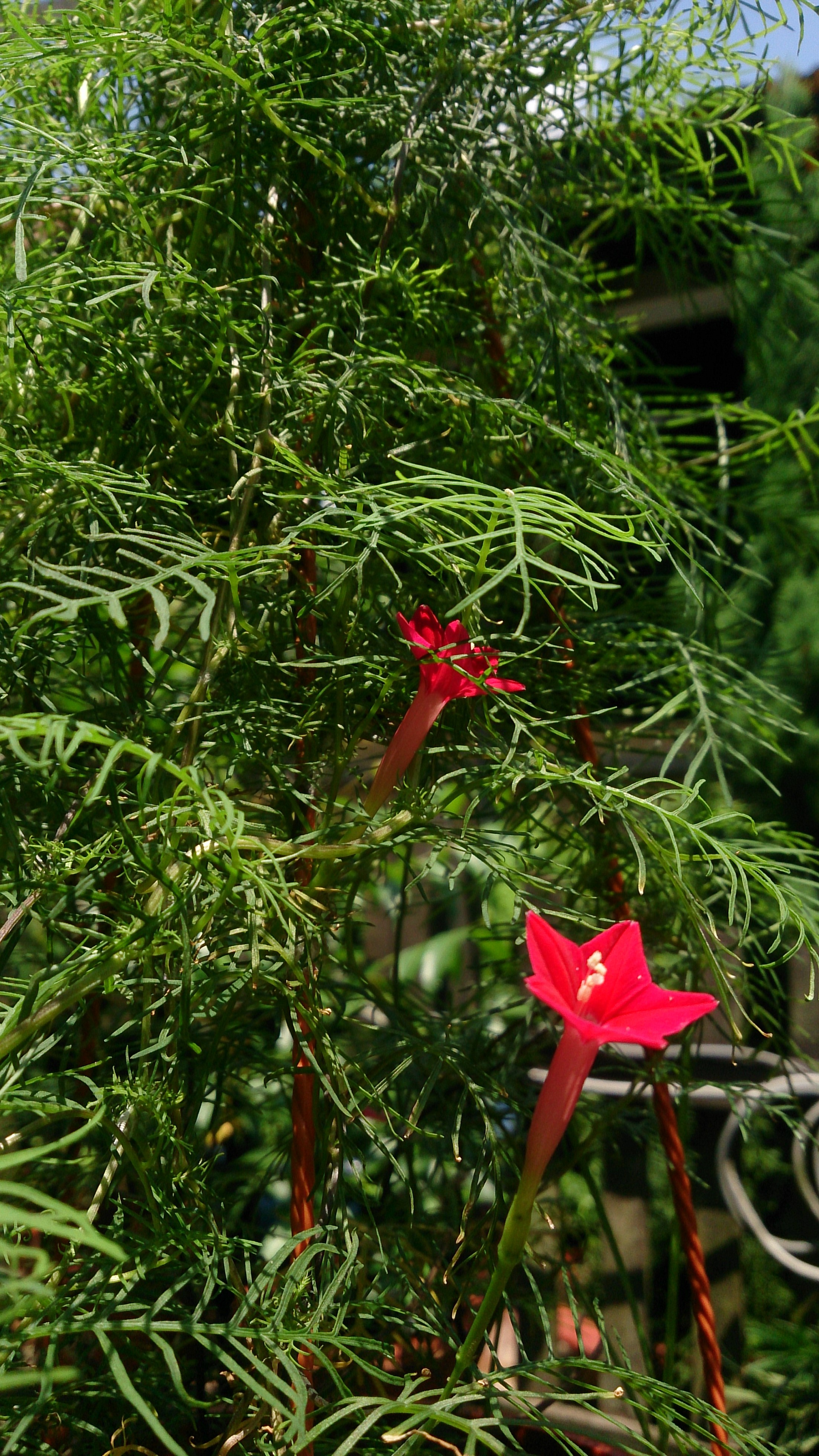
Port de la plante.

Ipomoea quamoclit est une plante herbacée vivace, aux tiges grêles volubiles, glabres, pouvant atteindre 3 m de haut, à racine pivotante.
Les feuilles sont simples et alternes et pétiolées. Le pétiole, de 1 à 2 cm (jusqu’à 3 cm), présente à la base 2 pseudostipules ovales. Le limbe, glabre, de forme générale, de 3 à 5 cm de long sur 2 à 3 cm de large, est finement découpé, presque jusqu'à la nervure médiane, en 10 à 18 paires de lobes très étroits, sub-opposés, de 10 à 20 mm de long sur 1 à 2,2 mm de large. Le lobe terminal est mucroné et les lobes inférieurs sont parfois bifides vers le sommet.
L'inflorescence, axillaire, est portée par un pédoncule, long de 2 à 10 cm, présentant à son extrémité 2 bractées triangulaires de 1 mm de long. Elle comprend seulement quelques fleurs. Celles-ci présentent un calice composé de sépales ovales, glabres, à marge hyaline, de 4 à 6 mm de long sur 2,5 à 3 mm de large, à l'apex aigu. La corolle, d’un rouge écarlate, de 3 à 3,5 cm de long, est formé d’un tube cylindrique, de 2 à 4 mm de diamètre, élargi au sommet en un limbe de 1,5 à 2 cm de diamètre, découpé en 5 lobes aigus. Les étamines, au filet pubescent à la base, sont externes. Le . L’ovaire est composé de 4 loges contenant chacune un seul ovule. Le fruit est une capsule ovoïde, de 6 à 9 mm de long, qui s'ouvre par déhiscence en 4 valves. Il contient généralement 4 graines de couleur noire, de forme ovoïde à ellipsoïde, de 5 à 6 mm de long,.

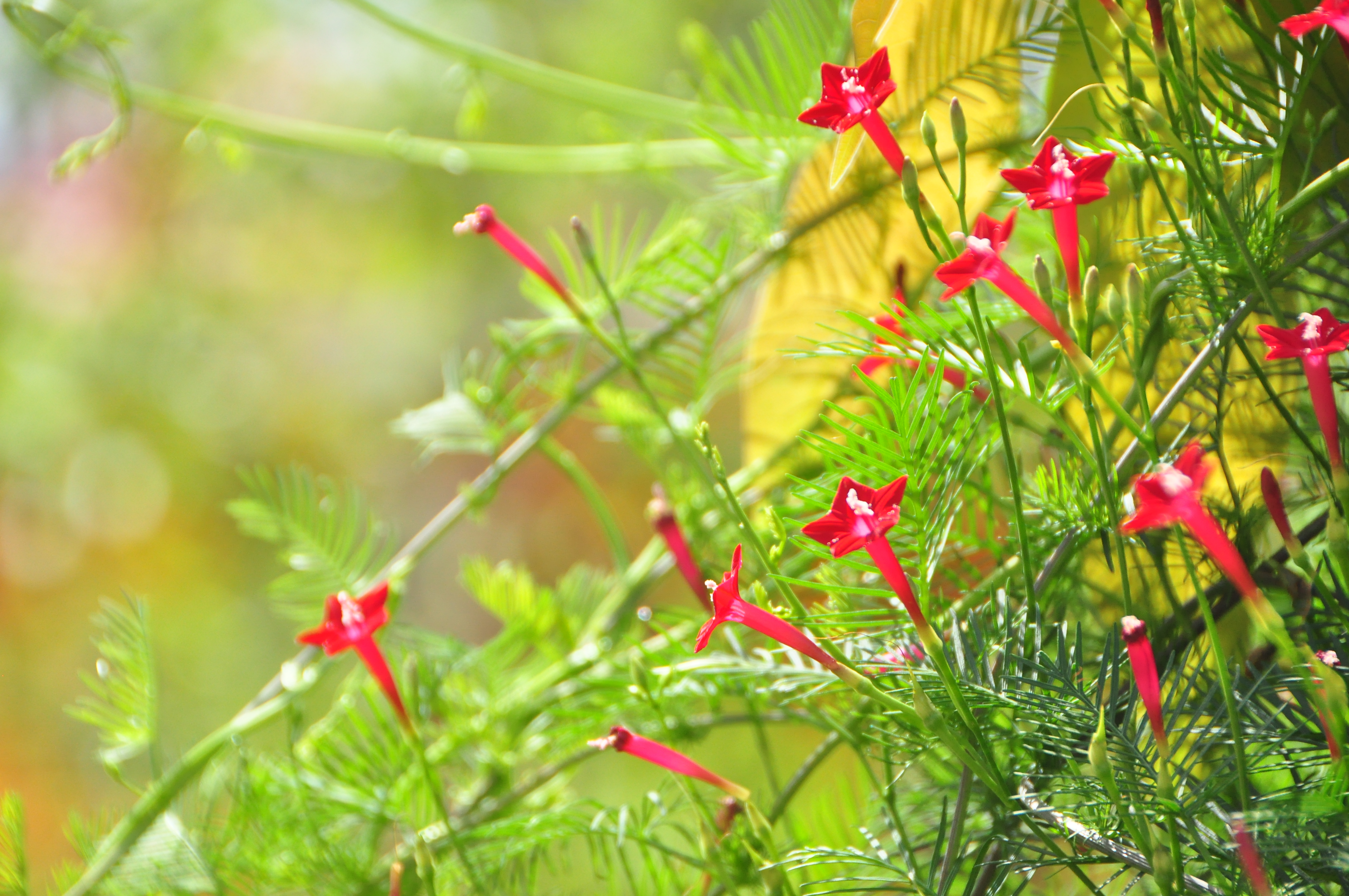
Inflorescence.
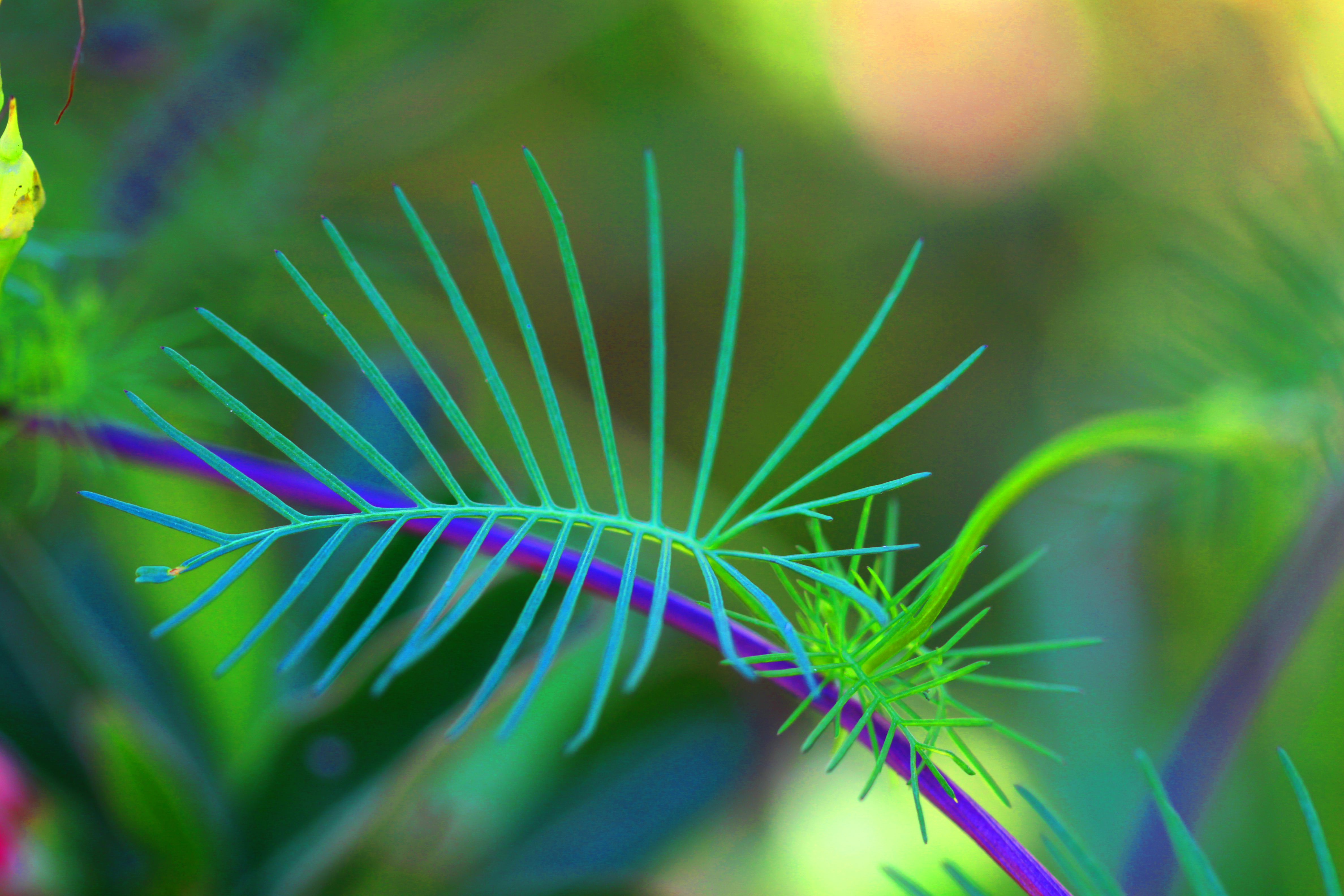
Feuille.
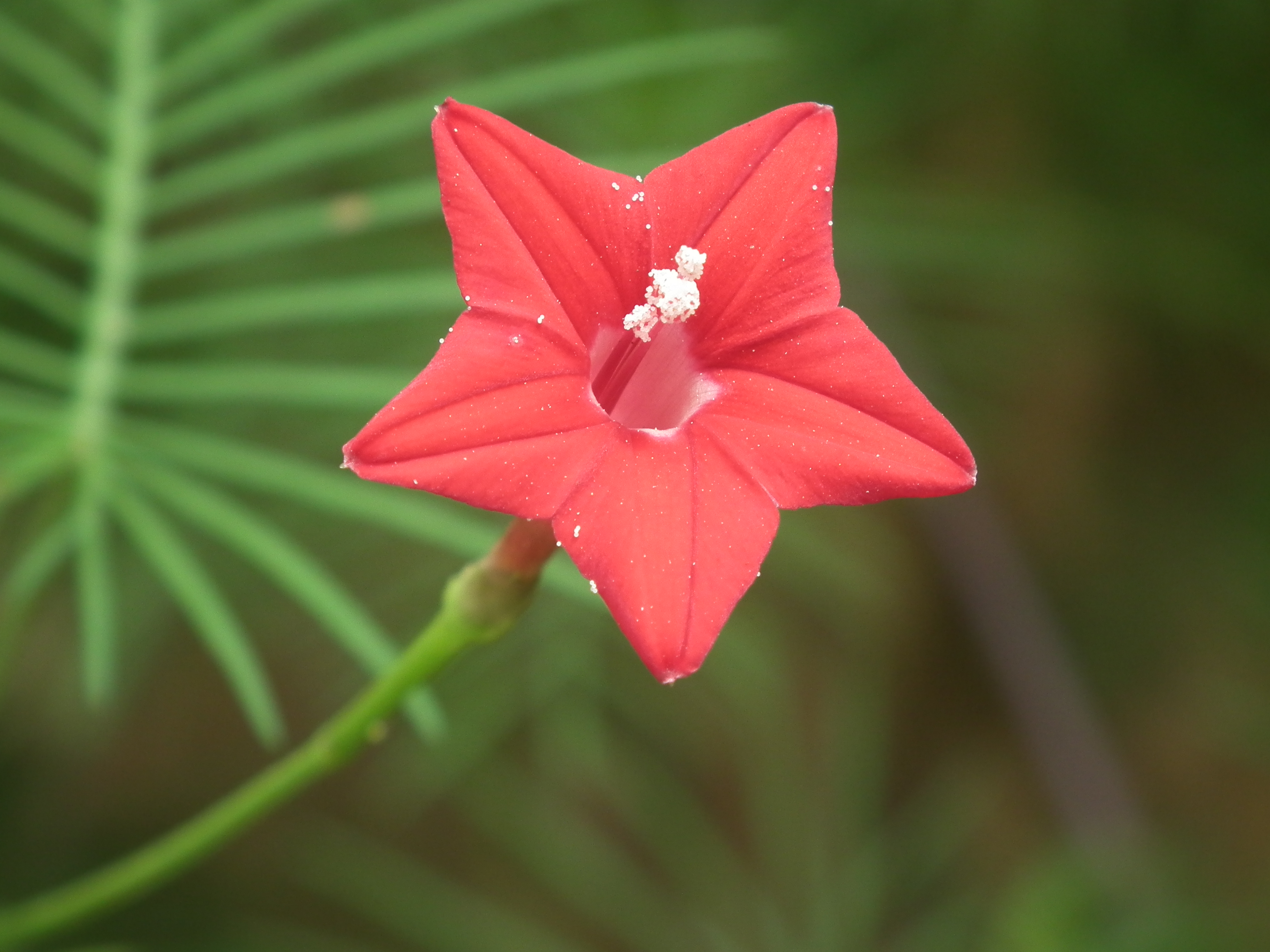
Fleur.
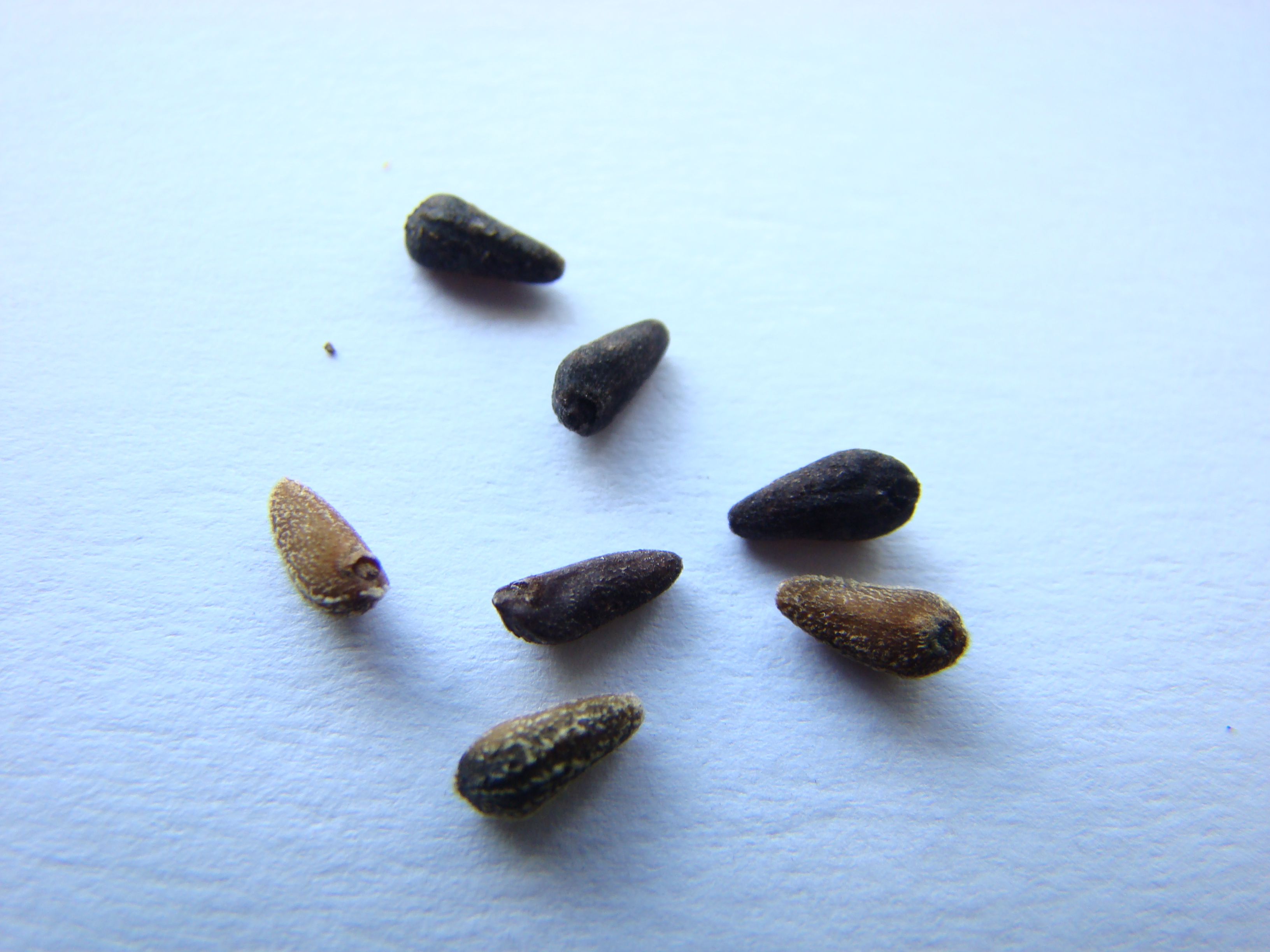
Graines.

## Étymologie
L'épithète spécifique, « quamoclit », dérive probablement d'un terme nahuatl (langue des Aztèques), « cuauh-mochitl », qui a par ailleurs donné le nom camachile désignant une autre espèce de plantes, Pithecellobium dulce (tamarin de l'Inde ou campêche, famille des Fabaceae).

## Synonymes
Ipomoea quamoclit a pour synonymes selon Plants of the World online (POWO) (24 décembre 2020) :
- Incarvillea argyi H.Lév.
- Clitocyamos pinnatifidus St.-Lag.
- Convolvulus pennatifolius Salisb.
- Convolvulus pennatus Desr.
- Convolvulus pennifolius Drapiez
- Convolvulus quamoclit (L.) Spreng.
- Ipomoea cyamoclita St.-Lag.
- Quamoclit pennata Bojer
- Quamoclit quamoclit (L.) Britton
- Quamoclit vulgaris Choisy

## Distribution et habitat
L'aire de répartition originelle de Ipomoea quamoclit s'étend en Amérique du Nord et en Amérique centrale, du Mexique au Panama, en incluant également Belize, Costa Rica, Guatemala et Honduras. L'espèce a été introduite, principalement par la culture dans de nombreuses régions tropicales et tempérées, notamment en Amérique du Sud, dans les Caraïbes (Cuba, Haïti, République dominicaine), dans le sud des États-Unis (de l'Arizona à la Caroline du Nord et à la Floride), en Australie et dans les îles du Pacifique, en Asie (sous-continent indien, péninsule indochinoise et Thaïlande, Philippines, Chine orientale et méridionale, Corée) et dans une grande partie de l'Afrique tropicale et à Madagascar.
Ipomoea quamoclit se rencontre souvent comme mauvaise herbe dans les champs cultivés mais pousse également dans les forêts tropicales sèches.

## Utilisation
Au jardin, Ipomoea quamoclit est une plante facile à cultiver à partir de semis de graines, comme plante annuelle. Elle préfère des sols moyennement humides et bien drainés, et une exposition en plein soleil. C'est une plante grimpante relativement fragile qui nécessite un support sur lequel elle peut s'étendre.
Elle fournit ainsi une couverture ornementale attrayante pour les tonnelles, les clôtures, les treillages ou autres structures disponibles autour de la maison.
Un hybride horticole a été obtenu avec Ipomoea coccinea : Ipomoea ×multifida.

## Symbolisme
En Chine, Ipomoea quamoclit (葛羅), qui pousse fréquemment sur les pins, est un emblème courant de l'amour et du mariage.